# 楊榮 (景泰進士)
楊榮（1416年—1475年），字以仁，四川眉州青神縣人，軍籍，治《詩經》。

## 生平
十月十六日生，行二，由縣學生中式四川鄉試第七十四名舉人，會試中式第一百三十名。年三十六歲中式景泰二年辛未科第三甲第六十八名進士。

## 家族
曾祖楊必富；祖楊文壽；父楊敏；母鄭氏。慈侍下，妻曾氏，兄棟，弟鬰；杰。